# Dzienniki Urzędowe Wojewódzkich Rad Narodowych
Dzienniki urzędowe wojewódzkich rad narodowych – pisma urzędowe wojewódzkich rad narodowych, wydawane oddzielnie dla każdego województwa w latach 1950–1984.
W 1950 roku decyzją Rady Ministrów, za zgodą Rady Państwa, uchwalono wydawanie pisma urzędowego przez prezydia wojewódzkich rad narodowych, pod nazwą Dziennik Urzędowy Wojewódzkiej Rady Narodowej w..., jako wspólne pismo urzędowe terenowych organów jednolitej władzy państwowej oraz wszystkich władz na obszarze województwa, podlegającym władzom centralnym.
Pismo dzieliło się na:
1. Część I „przepisy obowiązujące” – przepisy prawne wydawane przez rady narodowe i ich prezydia, ważniejsze uchwały wojewódzkich rad narodowych i ich prezydiów, a także inne akty prawne, z przepisów specjalnych.
2. Część II „publikacje” – obwieszczenia, wezwania, komunikaty i ogłoszenia władz państwowych[1].